# Leave or Stay
Leave or Stay (с англ. — «Уйти или Остаться») — песня американской рок-группы The Cars, первый трек с альбома Door to Door.

## О песне
Песня была написана и спета вокалистом, ритм-гитаристом и автором песен Риком Окасеком. Продюсером был сам Окасек с клавишником группы в роли дополнительного продюсера Грегом Хоуксом. Эта песня открывает шестой студийный альбом группы Door to Door.

### История
Образованная в Бостоне в 1976 году, The Cars состояла из Рика Окасека, Бенджамина Орра, Эллиота Истона, Дэвида Робинсона и Грега Хоукса, которые на протяжении 1970-х годов входили и выходили из нескольких групп. Став основной частью клуба, группа записала несколько демо в начале 1977 года. Некоторые из этих песен позже появились в готовом виде на дебютном альбоме группы, такие как "Just What I Needed" и "My Best Friend's Girl", в то время как другие были сохранены для более позднего релиза, такие как "Leave or Stay" и "Ta Ta Wayo Wayo".
Это демо было выпущено на сборнике 1995 года Just What I Needed: The Cars Anthology и длилось 3 минуты и 2 секунды.

## Участники записи
- Рик Окасек — вокал, гитара
- Бенджамин Орр — бас-гитара, бэк-вокал
- Грег Хоукс — бэк-вокал, клавишные
- Эллиот Истон — бэк-вокал, соло-гитара
- Дэвид Робинсон — бэк-вокал, ударные